# Jenny Clow
Janet, Jennie eller Jenny Clow, född 1766, död 1792, var en brittisk tjänsteflicka hos Agnes Maclehose (1759-1841).
Hon var dotter till Andrew (eller Alexander) Clow och Margaret Inglis från Fife, och var det yngsta av åtta barn. Hennes arbetsgivare skickade henne att överlämna ett brev till poeten Robert Burns, och han förförde henne.

### Fotnoter
1. ↑  Wordpress Läst : 26 februari 2012
2. ↑  Burns Encyclopedia Arkiverad 3 februari 2012 hämtat från the Wayback Machine. Läst : 26 februari 2012
3. 1 2 3  Westwood, sidan 138
4. ↑  Rootsweb Arkiverad 25 september 2015 hämtat från the Wayback Machine. Läst : 26 februari 2012
5. ↑  Clarinda Review Läst : 26 februari 2012